# Alin Moldoveanu
Alin George Moldoveanu (Focșani, 3 maggio 1983) è un tiratore a segno rumeno, vincitore di una medaglia d'oro olimpica a Londra 2012.

## Carriera
Moldoveanu ha vinto la medaglia d'oro nella carabina 10 metri alla XXX Olimpiade di Londra 2012 con un punteggio totale di 702.1. Nel turno di qualificazione, facendo 599 punti, ha eguagliato il record Olimpico compiuto dal cinese Zhu Qinan ad Atene nel 2004.

## Palmarès

### Giochi olimpici
- 1 medaglia:
  - 1 oro (carabina 10 metri aria compressa a Londra 2012).

### Campionati mondiali
- 1 medaglia:
  - 1 argento (carabina 10 metri aria compressa a Zagabria 2006).

### Campionati europei
- 1 medaglia:
  - 1 bronzo (carabina 10 metri aria compressa a Gyor 2004).